# Ferdinand Rotter
Ferdinand Rotter, plným jménem Ferdinand Amand Rotter (14. srpna 1831 Králíky – 17. srpna 1907 Králíky), byl český a rakouský textilní podnikatel a politik německé národnosti, koncem 19. století poslanec Českého zemského sněmu.

## Biografie
Jeho otec Ferdinand Rotter starší (1808–1867) byl průmyslovým podnikatelem v textilu a politikem. V roce 1855 založil Ferdinand Rotter starší v Hořejším Vrchlabí spolu s Franzem Ritschelem přádelnu lnu, kterou v roce 1859 zcel převzal Ferdinand Rotter mladší a jím vedená firma Ferdinand Amand Rotter & Söhne, v níž se angažoval i jeho bratr Josef Emanuel Rotter (1835–1914), který také zasedal na zemském sněmu, a další bratři.
Ferdinand Rotter mladší podnik dále rozvinul. Koncem 60. let již zde bylo v provozu cca 20 000 vřeten a firma zaměstnávala zhruba 1800 lidí. Výrobky firmy šly převážně na export, na Světové výstavě ve Vídni v roce 1873 získala firma ocenění, stejně tak jako na dalších mezinárodních výstavách. V továrně již v roce 1885 zavedl elektrické osvětlení.
V 80. letech 19. století se zapojil i do zemské politiky. V zemských volbách v Čechách v roce 1883 byl zvolen v kurii venkovských obcí (volební obvod Lanškroun – Králíky – Rokytnice) do Českého zemského sněmu. Mandát zde obhájil i ve volbách v roce 1889.
Patřil k německým liberálům (takzvaná Ústavní strana, později Německá pokroková strana).